# 高橋なんぐ
高橋 なんぐ（たかはし なんぐ、1981年3月27日 - ）は、日本のローカルタレント。主に新潟県で活動する。
新潟市を本拠地とするお笑い集団NAMARAのメンバー。お笑い芸人としての活動の他、講演会、執筆活動などもある。

## 経歴
1991年　ヤングキャベツとしての相方・中静が部活で忙しく、瀬川とテレフォンママというコンビを組んでいた事がある。
1996年、吉本興業主催「全国お笑いコンテストin 東京ドーム」で優勝した。同年、中静祐介と共に「ヤングキャベツ」を結成した。2009年から2011年までニュージーランド、オーストラリア、ほか数ヶ国で2年間の海外生活を送った。2011年、日本に帰国した。ヤングキャベツを解散し、ピン芸人となる。マネージャーはドラキュラ加藤。2012年、世界一周の旅をする。趣味は、大相撲、阪神タイガース、ビートルズ、ディズニー。
小中学校を中心とした教育現場での講演は、全国各地から呼ばれ、その数は1,700回を超える。新潟県内の学校はほぼ全域を回っている。
NegiccoのリーダーNao☆とは、「父の従妹の旦那のお姉さんのお孫さん」という遠い親戚。八千代コースターの共演者、新井翔子からは「それ他人です」と突っ込まれている。
2016年4月、BSNラジオで放送が開始した『高橋なんぐの金曜天国』のパーソナリティを務める。番組にメッセージを投稿するリスナーを「共犯者」、サイレントリスナーを「傍観者」と呼び、番組の合言葉である「聴けたら聴いてね！」の生みの親。番組ノベルティーには「共犯者ステッカー」がある。高橋なんぐの金曜天国公式X
2016年12月、お笑いコンビ「ヤングキャベツ」を再結成した。
2017年、出身地の長岡市にちなんで「米十俵 高橋なんぐのお笑い授業」というタイトルのエッセイ集を出版した。表紙は、愛弟子である同事務所の金子ボボが担当した。印税生活のスタートを夢見て、ミニトーク＆サイン会に長岡会場（長岡駅CoCoLo本館2F文信堂書店）と上越会場（春陽館書店）で開催した。用意した本が足りなくなるほどの大盛況で終わる。
2018年9月14日、株式会社川内自動車の「軽バッカちゃん」と一緒に”初代 防犯機能付き電話買おうぜ大使”に任命された。ラジオ放送やイベントで防犯機能付き電話への買い替えを呼びかけるなど特殊詐欺撲滅に向けて連携した防犯広報を行う。
2020年 新潟市北区「新潟県立環境と人間のふれあい館－新潟水俣病資料館－」の1日館長に就任。小学生5，６年生を対象として、一緒に水俣病について学ぶ活動をする。（2019年より阿賀野市の小学校で水俣病に関する講演をするなどの活動をしている。)
2025年5月31日　「新潟水俣病公式確認60年 新潟水俣病の歴史と教訓を伝えるつどい」にて講演を行う。標題は「新潟水俣病を学び、新潟水俣病に学ぶ〜語り継ぐだけでなく語り広めること〜」

## 執筆・連載
- 新潟日報「米十俵 高橋なんぐのお笑い授業」
- 新潟日報「笑王休暇（ワーキングホリデー）」
- 新潟日報「高橋なんぐの地産地笑」
- 教育専門誌「授業作りネットワーク」
- シドニー現地情報誌「cheers」

## 出演

### テレビ番組
- TBS「ゲンセキ」
- 朝日放送「笑いの金メダルＪｒ～くりぃむ杯～」
- CBC「イエヤス」
- NHK「ゆうどき新潟」他
- BSN「イブニング王国」「BSN水曜見ナイト」（ナレーション）他
- NST「スマイルスタジアム」「八千代コースター」他
- UX「プレゼントシャワー」他
- ケーブルネット新潟「ヤングキャベツのぷっつん天国」他
- 上越ケーブルビジョン「ポテトおいしい60分」他
- エヌ・シィ・ティ「街かど★チャチャチャ」他
- NHK-BS「地球アゴラ」

### ラジオ番組
- BSN「高橋なんぐの金曜天国」「ゴゴラク」「昼ラジ」他
- FM-NIIGATA「NAMARAの漫才ニュース」他
- FM PORT「Ｑ職THE WAVE」他
- FM KENTO「オートバンクRadio Car Shop」他
- FMながおか「ヤングキャベツの故郷に錦」他
- RSKラジオ「あもーれ!マッタリーノ」（2022年9月26日）「坂の盗耳」コーナー。双子の子息、金ちゃんと銀ちゃんは当コーナーでデビュー。[8]
- FMにいつ「月イチ天国」(2025年4月2日開始)フリーアナウンサー松本愛とダブルメインパーソナリティ。2時間番組。

### 映画
- チキン・リトル（吹き替え）

### CM
- オートバンク
- 補聴器のみみ太郎
- 総合生協

## 高橋なんぐ トークライブ
高橋なんぐがゲストを迎え、ラジオやテレビではできない話をするライブ。
観客は会場を出たら、「楽しかった。」「面白かった。」以外の記憶は無くす。（内容は秘匿性が高く。共有・拡散する事を禁じられている。）

### これまでの開催
ゲストは事前に発表された人物のみ。シークレットゲストは未表記
第1回　2022/07/09　みなとぴあ（旧第四銀行住吉支店）
中静祐介
第２回　2022/09/03　割烹の宿 湖畔
中静祐介
第3回　2023/02/24 クロスパルにいがた
松本愛
第4回　2023/04/08　クロスパルにいがた
林莉世
第５回　2023/06/17　東区プラザホール
遠藤麻理
第６回　2023/09/16　新発田市生涯学習センター
工藤淳之介
第７回　2023/10/20　東区プラザホール
スーパー・ササダンゴ・マシン
第８回　2024/06/08　江南区文化会館　ライブタイトル「な〜んな〜んな〜ん」
西寄ひがし　遠藤麻理
第9回　2024/12/21　東区プラザホール　ライブタイトル「誰だ！お前だ！」
さとちん　石塚かおり　西寄ひがし
第10回　2025/03/29　みなとぴあ（旧第四銀行住吉支店）昼夜二回公演
中静祐介

## なんぐ語録
高橋なんぐが、創った格言や好んで良く使う格言。
- 準備をしないのは失敗の準備をしているようなもの
- 過去は変えられないが、過去の価値は変えられる
- 「わたし」にはできないが「わたしたち」にはできる
- 「素直」な子は、「すぐ直せる」子
- 「欠点」とは、「欠」かせない「点」